# Шаста (мова)
Шаста — вимерла мова, якою розмовляли індіанці шаста на півночі Каліфорнії та південному заході Орегону. До 1980 року в живих залишилося лише двоє носіїв цієї мови, обидва похилого віку. Зараз всі етнічні шаста розмовляють англійською як рідною мовою. Мова мала декілька діалектів, включаючи окванучу. Згідно з Golla, існувало чотири різні діалекти мови шаста:
- Ikirakácˑu (Орегонська шаста)
- Iruhikwáˑcˑu (Кламатська шаста)
- Uwáˑtuhúcˑu (Скоттвельська шаста)
- Ahútˑireˀeˑcˑu (мова долини Шасти)